# 성촌천
성촌천은 서울특별시 서초구 우면동 우면산에서 발원하여 양재천으로 흘러드는 하천이다. 1993년 4월 3일부터 8월 15일까지, 1994년 3월 15일부터 7월 30일까지, 1995년 3월 17일부터 11월 30일까지 0.89 km 구간에 한하여 제방 정비 공사를 진행하였다.